# Клепачівська сільська рада (Хорольський район)
Клепачівська сільська рада — колишній орган місцевого самоврядування у Хорольському районі Полтавської області з центром у Клепачі.
Населення — 1561 особа.

## Населені пункти
Сільраді були підпорядковані населені пункти:
- c. Клепачі
- с. Вергуни
- с. Іващенки